# Étival-lès-le-Mans
Étival-lès-le-Mans is een gemeente in het Franse departement Sarthe (regio Pays de la Loire). De plaats maakt deel uit van het arrondissement La Flèche. Étival-lès-le-Mans telde op 1 januari 2022 1.852 inwoners.

## Geografie
De oppervlakte van Étival-lès-le-Mans bedroeg op 1 januari 2022 10,34 vierkante kilometer; de bevolkingsdichtheid was toen 179,1 inwoners per km².

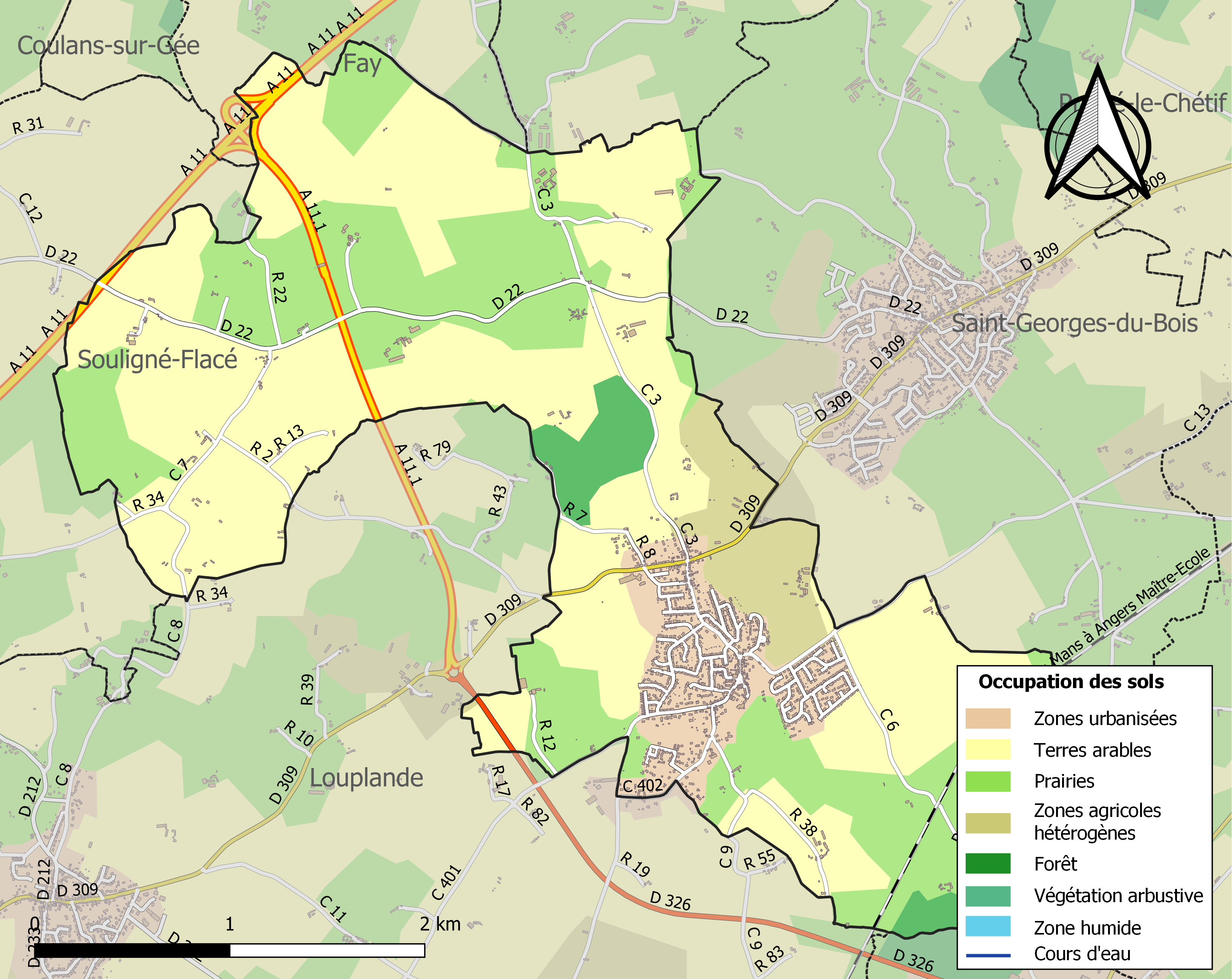
Kaart van de gemeente met de belangrijkste infrastructuur, bodemgebruik en omliggende gemeenten

## Demografie
Onderstaande figuur toont het verloop van het inwonertal (bron: INSEE-tellingen).